# Sông Angren
Sông Angren (tiếng Uzbek, tiếng Nga: Ангрен, còn gọi là sông Akhangaran (tiếng Nga: Ахангаран, (tiếng Tajik: Ahangaran hay tiếng Tajik: Ohangaron, Оҳангарон) — là một con sông tại Uzbekistan, chi lưu hữu ngạn của sông Syr Darya. Con sông này về cơ bản chảy theo hướng từ đông sang tây.
Chiều dài sông này là 223-236 km, diện tích lưu vực 5.220-5.260 km².
Lưu lượng trung bình năm đo trong nhiều năm là 0,72 km³ hay 22,8 m³/s. Nguồn nuôi chủ yếu là mưa và tuyết. Đoạn thượng nguồn chảy trong hẻm núi, xẻ vào cao nguyên Angren. Từ làng Turk thung lũng triền sông được mở rộng mạnh, trong đoạn hạ lưu hòa lẫn với dòng chảy của một nhánh sông Chirchik.
Nguồn của nó là sông Aktashsay. Các chi lưu của nó có sông Boksuk-say, Tuganbash-say, Shabaz-say, Dukent-say, Karabau-say, Akcha-say, Naugarzan-say, Dzigiristan-say, Kairagach-say, Besh-say, Nishbash-say, Gush-say và một vài sông suối nhỏ khác.
Trên con sông này có hồ chứa nước Tjuyabuguz cách cửa sông khoảng 60 km. Các điểm dân cư lớn nhất dọc theo hai bờ sông là các thành phố Angren (khoảng 138 km từ cửa sông) và Ohangaron (Akhangaran) (khoảng 95 km từ cửa sông).